# Tampa Red
Tampa Red, geboren als Hudson Woodbridge (Smithville, 8 januari 1904 - Chicago, 19 maart 1981) was een Amerikaans blueszanger en gitarist. Hij was een virtuoze slidegitarist en stond bekend als The Guitar Wizard.

## Biografie
Tampa Red verhuisde tijdens de jaren 1920 naar Chicago, waar hij met Georgia Tom Dorsey het duo Hokum Boys vormde, dat met het nummer It's Tight Like That een hit scoorde. Van de jaren 1920 tot in de jaren 1950 telde Tampa Red naast Big Bill Broonzy en later Muddy Waters tot de leidende bluesmuzikanten van Chicago. Hij hielp veel vanaf het platteland ingereisde muzikanten wegwijs, zoals Big Maceo Merriweather, en maakte van zijn huis een oefenruimte voor het bluescircuit. In december 1942 had Tampa Red een hit in de Harlem Hit Parade (de voorloper van de r&b-hitlijst) met Let Me Play with Your Poodle. In 1949 kwam hij in de r&b-hitlijsten met When Things Go Wrong with You.
Na het overlijden van zijn echtgenote in 1953 werden zijn alcoholproblemen acuut en zijn carrière stokte. Begin jaren 1960 nam Tampa Red nog enkele lp's op. Het betrof meestal solo-opnamen, waarbij hij zichzelf begeleidde met gitaar en kazoo. Bij enkele nummers werd hij ondersteund door pianist Cow Cow Davenport. Ondanks de interesse voor bluesmuziek uit de jaren 1920 en 1930 kon Tampa Red geen nieuwe carrière meer opbouwen. Na het overlijden van zijn nieuwe levenspartner in de jaren 1970, die zijn dagplanning structureerde en hem verzorgde, woonde de bluesmuzikant in een bejaardenhuis.
Tampa Red overleed berooid op 19 maart 1981 op 77-jarige leeftijd. In hetzelfde jaar werd hij opgenomen in de Blues Hall of Fame.

## Muziek
Tampa Red maakte veel opnamen op het gebied van hokum, pop, jive en vooral blues. Anna Lou Blues, Black Angel Blues, Crying Won't Help You, It Hurts Me Too en Love Her with a Feeling zijn enkele klassieke bluescomposities van hem.
Hij gebruikte een kleine glazen bottleneck aan zijn pink. Doordat de bottleneck niet de volledige breedte van de hals besloeg, kon hij zo ook met de vingers de snaren bespelen. Hij speelde zijn slidenummers altijd in open E-stemming, bijgenaamd "Vastopol", in tegenstelling tot bijvoorbeeld de deltabluesgitaristen, die meestal de open A-stemming (bijgenaamd "Spanish") gebruikten.

## Discografie

### LP's en compilaties (selectie)
- 1961: Don't Tampa with the Blues, Bluesville (opnamen uit 1960)
- 1961: Don't Jive Me, Bluesville (opnamen uit 1960)
- 1963: How Long
- 1974: Bottleneck Guitar 1928-1937, Yazoo Records 1039
- 1982: Tampa Red
- --: Midnight Blues
- 1991: It's Tight Like That
- 1991-93: Complete Recorded Works In Chronological Order 1928-1953, 15 delen, Document Records
- 1999: 1928-1946
- 1993: Keep Jumping 1944-1952, Wolf
- 1994: Tampa Red 1928-1946, Story of the Blues
- 1994: Roots 'N Blues-The Guitar Wizard, Columbia/Legacy
- 1997: The Complete Bluebird Recordings 1934-1938, 2 delen, RCA Records
- 2007: Guitar & Piano Duets met Big Maceo
- 2008: You Can't Get That Stuff No More 1932-1953, Snapper Music

- Bibliothèque nationale de France: cb13926317j (data)
- Gemeinsame Normdatei: 134555902
- International Standard Name Identifier: 0000 0001 1828 0571
- Library of Congress Control Number: n92117137
- MusicBrainz: 1b62df85-00d2-464f-81bc-a5c0cdcad278
- Nationale Bibliotheek van Tsjechië: ola2002158384
- Nationale Bibliotheek van Israël: 987008877368505171
- Nederlandse Thesaurus van Auteursnamen: 100439578
- SNAC: w6g009wj
- Système universitaire de documentation: 196996260
- Trove: 1045793
- Virtual International Authority File: 120789174
- WorldCat: E39PBJkxQ3BghPQhrvk4cJQcyd